# اغرلی (بسنی)
اغرلی (به ترکی استانبولی: Eğerli) یک منطقهٔ مسکونی در ترکیه است که در بسنی واقع شده‌است.